# Катастрофа MD-82 в Детройте
Катастрофа MD-82 в Детройте — крупная авиационная катастрофа, произошедшая в воскресенье 16 августа 1987 года в пригороде Ромьюлусе (Метро Детройт, Мичиган). Авиалайнер McDonnell Douglas MD-82 авиакомпании Northwest Airlines выполнял плановый внутренний рейс NW255 по маршруту Сагино—Детройт—Финикс—Санта-Ана, но сразу после вылета из Детройта не смог набрать высоту, ударился о фонарный столб, опрокинулся влево и рухнул на автодорогу, проскользив по которой, врезался в путепровод. В катастрофе погибли 156 человек — 154 человека на борту самолёта (148 пассажиров и 6 членов экипажа) и 2 человека на земле; ещё 5 человек получили ранения — 4 человека на земле и единственная выжившая на борту самолёта — 4-летняя Сесилия Сичан (англ. Cecelia Cichan).
Катастрофа рейса 255 по числу погибших стоит на четвёртом месте в хронологии катастроф самолётов семейства MD-80 (после катастроф в Лагосе, под Мачикесом и на Корсике) и на момент событий была второй крупнейшей авиакатастрофой в истории США (первая — катастрофа DC-10 в Чикаго, 273 погибших); на 2024 год — седьмая в этой хронологии. Также это вторая крупнейшая авиакатастрофа, в которой выжил лишь 1 человек на борту.

## Самолёт
McDonnell Douglas MD-82 (регистрационный номер N312RC, заводской 48090, серийный 1040) был выпущен в 1981 году (первый полёт совершил 15 октября). 8 декабря 1982 года был передан авиакомпании Republic Airlines под бортовым номером N1004F, 1 мая 1983 года был перерегистрирован и его б/н сменился на N312RC. 1 октября 1986 года Republic Airlines была поглощена авиакомпанией Northwest Airlines и авиалайнер под прежним бортовым номером перешёл в авиапарк последней. Оснащён двумя турбореактивными двигателями Pratt & Whitney JT8D-217. На день катастрофы 5-летний авиалайнер налетал 14 928 часов.

## Экипаж
Самолётом управлял опытный экипаж, состав которого был таким:
- Командир воздушного судна (КВС) — 57-летний Джон Р. Мос (англ. John R. Maus). Пилот-ветеран, проработал в авиакомпании Northwest Airlines 31 год и 10 месяцев (с 3 октября 1955 года). Управлял самолётами Fairchild FH-227, Douglas DC-3, Boeing 727, Boeing 757 и McDonnell Douglas DC-9. В должности командира McDonnell Douglas MD-82 — с 12 июня 1987 года. Налетал 20 859 часов, 1359 из них на MD-82.
- Второй пилот — 35-летний Дэвид Дж. Доддс (англ. David J. Dodds). Опытный пилот, проработал в авиакомпании Northwest Airlines 8 лет и 2 месяца (с 17 мая 1979 года). В должности второго пилота McDonnell Douglas MD-82 — с 12 ноября 1984 года. Налетал 8044 часа, 1604 из них на MD-82.

В салоне самолёта работали четверо бортпроводников:
- Памела Д. Спаркс-Шаффер (англ. Pamela D. Sparks-Shaffer), 36 лет.
- Роберта Е. Рейдмайер (англ. Roberta E. Rademacher), 35 лет.
- Майкл Л. Кейл (англ. Michael L. Kahle), 34 года.
- Брюс Р. Элферинг (англ. Bruce R. Elfering), 23 года.

## Хронология событий
КВС Мос и второй пилот Доддс приняли McDonnell Douglas MD-82 борт N312RC в Миннеаполисе (Миннесота), после чего выполнили на нём рейс NW750 в Сагино (Мичиган). В Сагино рейс сменил номер на NW255 и должен был проходить по маршруту Сагино—Детройт—Финикс—Санта-Ана, лётный экипаж остался прежним. В 18:53 рейс NW255 вылетел из Сагино и около 19:42 приземлился в аэропорту Детройта. Данный перелёт прошёл без существенных отклонений, после чего в Детройте, после высадки пассажиров, в самолёт зашёл механик авиакомпании Northwest Airlines, который осмотрел кабину и изучил бортовой журнал. Примерно в 20:29 пилоты заняли свои места, около 20:32 самолёт был отбуксирован от места стоянки (при этом экипаж зачитал контрольную карту перед запуском двигателей) и в 20:33:04 пилоты начали непосредственно запускать двигатели. Всего на борту самолёта находились 6 членов экипажа и 149 пассажиров (в том числе 21 ребёнок и 4 младенца). Общий вес авиалайнера составлял 65 338 килограммов при максимально допустимом 66 251 килограмм.
В 20:34:40 от самолёта был отсоединён буксир, в 20:34:50 авиадиспетчер дал разрешение на руление к ВПП № 3C (центральная). Также экипажу было сообщено об обновлении информации ATIS, на что второй пилот доложил об обновлении данных о погоде. В 20:35:43 диспетчер руления дал указание следовать к ВПП по рулёжной дорожке «C» и переходить на частоту 119,45 МГц для связи с диспетчером старта. Второй пилот подтвердил указание следовать по дорожкам, но не повторил новую частоту и не настроил на неё радиоприёмник. Ранее перед вылетом экипажу был передан пакет документов на взлёт, где было указано, что взлёт будет выполняться с ВПП № 21R или № 21L, но смена полосы на № 3C (самая короткая в аэропорту) привела к необходимости перенастроить бортовой компьютер. Также второй пилот пересчитал допустимый взлётный вес для данной взлётной полосы и сделал вывод, что фактический взлётный вес в пределах нормы. В процессе руления командир пропустил нужный поворот, поэтому второй пилот связался с диспетчером руления и получил указания по следованию к началу ВПП № 3C и о переходе на частоту 119,45 МГц. Второй пилот полностью повторил переданную информацию и перешёл на связь с восточным наземным диспетчером, который уточнил маршрут следования к ВПП № 3C. Также экипаж получил краткую метеосводку.
В 20:42:11 рейсу 255 было дано разрешение занять исполнительный старт в начале взлётной полосы. Диспетчер предупредил, что будет 3-минутная задержка, чтобы не попасть в спутную струю от взлетевшего перед этим самолёта. В 20:44:04 рейсу 255 было дано разрешение на взлёт.
В 20:44:21 режим работы двигателей начал увеличиваться, в 20:44:38 КВС заметил, что  автомат тяги не был включён, и включил его. В 20:44:45,6 второй пилот доложил о скорости 100 узлов (185 км/ч), а в 20:44:57,7 о подъёме носовой стойки шасси. В 20:45:05,1 включился предупреждающий о сваливании механизм тряски штурвала, и его сигнал продолжал звучать до конца записи речевого самописца; также в 20:45:09,1, 20:45:11,4, 20:45:14,3 и 20:45.17,1 зарегистрированы сигнал и голосовое предупреждение дополнительной системы предупреждения об опасности сваливания (SSRS). Впоследствии свидетели на земле подтвердили, что разбег рейса 255 был более длинным, нежели у предыдущих аналогичных самолётов, к тому же он взлетал под более крутым углом кабрирования. Были ли в это время выпущены закрылки и предкрылки, показания свидетелей расходятся, но большинство ответило положительно, хотя не смогли оценить угол выпуска.
Рейс NW255 оторвался от взлётной полосы, но затем начал крениться то вправо, то влево. Во время очередного левого крена лайнер врезался левой плоскостью крыла в фонарный столб на автостоянке и сбил его; от удара от плоскости оторвало кусок 1,2-1,5 метра длиной, при этом свидетели увидели оранжевое пламя. Входя в быстро увеличивающийся левый крен, рейс NW255 врезался в фонарный столб на другом конце автостоянки, задел крышу здания конторы по прокату автомобилей, после чего рухнул на автодорогу, проскользил по ней несколько метров, ударился о железнодорожную насыпь, а затем врезался в путепровод и полностью разрушился.
В катастрофе погибли все 6 членов экипажа и 148 пассажиров; выжила только 1 пассажирка — 4-летняя Сесилия Сичан, получившая серьёзные травмы. Также самолёт разбил на дороге 3 автомобиля, при этом в них погибли 2 человека и ещё 5 получили ранения (1 — тяжёлые, 4 — лёгкие). Всего в катастрофе погибли 156 человек.

## Расследование
Расследование причин катастрофы рейса NW255 проводил Национальный совет по безопасности на транспорте (NTSB).
Окончательный отчёт расследования был опубликован 10 мая 1988 года.

Национальный совет по безопасности на транспорте определяет, что вероятной причиной аварии было то, что лётный экипаж не зачитал контрольный список перед рулением, чтобы убедиться, что закрылки и предкрылки были выдвинуты для взлёта. Этому способствовало отсутствие электрической энергии в системе предупреждения о взлёте самолёта, которая, таким образом, не предупредила лётный экипаж о том, что самолёт не был правильно настроен для взлёта. Причину отсутствия электроэнергии не удалось установить.
Оригинальный текст (англ.)The National Transportation Safety Board determines that the probable cause of the accident was the flightcrew's failure to use the taxi checklist to ensure that the flaps and slats were extended for takeoff. Contributing to the accident was the absence of electrical power to the airplane takeoff warning system which thus did not warn the flightcrew that the airplane was not configured properly for takeoff. The reason for the absence of electrical power could not be determined.

Согласно отчёту, причиной катастрофы стали многочисленные ошибки экипажа. Пилоты не выполнили контрольную карту перед рулением (TAXI checklist), а потому упустили, что механизация крыла не установлена во взлётное положение. Ситуацию усугубило обесточивание системы оповещения о готовности к взлёту, от которой не поступил полноценный сигнал о том, что авиалайнер не находится во взлётной конфигурации. Причина, по которой система была обесточена, официально не была установлена.

## Выжившая пассажирка
Выжившая в авиакатастрофе Сесилия Сичан (в замужестве — Крокер), потерявшая родителей и брата, долгие годы не давала интервью, скрываясь у дяди и тёти в Алабаме. Впервые она нарушила молчание в документальном фильме Sole Survivor (Единственный выживший), вышедшем в 2013 году. У неё на запястье есть татуировка в виде самолёта; сама Сесилия говорит, что эта татуировка напоминает ей, что она не боится летать на самолётах.

## Культурные аспекты
Катастрофа рейса 255 Northwest Airlines показана в 9 сезоне канадского документального телесериала Расследования авиакатастроф в эпизоде Хаос в кабине (не путать с одноимённой серией 25 сезона).

### Комментарии
1. ↑  Здесь и далее указано Североамериканское восточное время — EDT